# Băiţa-Plai
Baita-Plai (Băița-Plai), település Romániában, a Partiumban, Bihar megyében.

## Fekvése
Diófás és Rézbánya közelében fekvő település.

## Története
Baita-Plai (Băița-Plai) korábban Rézbánya része volt. 1956-ban a várost alkotó településként adatait Diófás (Nucet) adataihoz számolták.
1966-ban 403 lakosából 398 román, 5 magyar volt.
2002-ben 99 lakosából 92 román, 2 magyar, 5 cigány volt.